# Stydd
Stydd var en civil parish från 1866 till 1886 då den blev en del av Yeaveley och Snelston, i grevskapet Derbyshire, i England. Civil parish var belägen 6 km från Ashbourne och hade 27 invånare år 1881.